# Спрингуотер (тауншип, Миннесота)
Спрингуотер (англ. Springwater) — тауншип в округе Рок, Миннесота, США. На 2000 год его население составило 266 человек.

## География
По данным Бюро переписи населения США площадь тауншипа составляет 126,0 км², из которых 126,0 км² занимает суша, водоёмов нет.

## Демография
По данным переписи населения 2000 года здесь находились 266 человек, 102 домохозяйства и 83 семьи.  Плотность населения —  2,1 чел./км².  На территории тауншипа расположено 107 построек со средней плотностью 0,8 построек на один квадратный километр. Расовый состав населения: 99,62 % белых и 0,38 % приходится на две или более других рас.
Из 102 домохозяйств в 39,2 % воспитывались дети до 18 лет, в 78,4 % проживали супружеские пары, в 1,0 % проживали незамужние женщины и в 18,6 % домохозяйств проживали несемейные люди. 16,7 % домохозяйств состояли из одного человека, при том 4,9 % из — одиноких пожилых людей старше 65 лет. Средний размер домохозяйства — 2,61, а семьи — 2,95 человека.
29,7 % населения — младше 18 лет, 4,5 % — в возрасте от 18 до 24 лет, 34,2 % — от 25 до 44, 15,8 % — от 45 до 64, и 15,8 % — старше 65 лет. Средний возраст — 36 лет. На каждые 100 женщин приходилось 106,2 мужчин.  На каждые 100 женщин старше 18 приходилось 117,4 мужчин.
Средний годовой доход домохозяйства составлял 37 500 долларов, а средний годовой доход семьи —  38 500 долларов. Средний доход мужчин —  24 219  долларов, в то время как у женщин — 21 042. Доход на душу населения составил 14 610 долларов. За чертой бедности находились 5,4 % семей и 5,8 % всего населения тауншипа, из которых 5,7 % младше 18 и 12,1 % старше 65 лет.